# Томиловских, Виталий Васильевич
Виталий Васильевич Томиловских (1910—1986) — старший сержант Рабоче-крестьянской Красной Армии, участник Великой Отечественной войны, Герой Советского Союза (1945).

## Биография
Родился 10 марта 1910 года в посёлке Новоуткинск Екатеринбургского уезда Пермской губернии (ныне — городской округ Первоуральск Свердловской области).
После окончания четырёх классов школы работал в лесхозе. В 1941 году призван на службу в Рабоче-крестьянскую Красную Армию. С июля того же года — на фронтах Великой Отечественной войны.
К июлю 1944 года сержант Виталий Томиловских командовал отделением 885-го стрелкового полка 290-й стрелковой дивизии 50-й армии 2-го Белорусского фронта. Отличился во время освобождения Могилёвской области Белорусской ССР. 27 июля 1944 года отделение Томиловских переправилось через Днепр в районе деревни Польковичи Могилёвского района и приняло активное участие в боях за захват и удержание плацдарма на его западном берегу, продержавшись до переправы основных сил противника. Также отделение участвовало в освобождении Могилёва.
Указом Президиума Верховного Совета СССР от 24 марта 1945 года сержант Виталий Томиловских был удостоен высокого звания Героя Советского Союза с вручением ордена Ленина и медали «Золотая Звезда».
Также награждён орденами Отечественной войны 1-й степени (06.04.1985) и Красной Звезды (26.06.1944), рядом медалей, в том числе двумя медалями «За отвагу» (06.05.1943, 06.06.1943).
После окончания войны Томиловских в звании старшего сержанта был демобилизован. Вернулся в родной посёлок.
Скончался 12 апреля 1986 года, похоронен на поселковом кладбище.

### Семья
Был женат, дочь — Нина Медведева.